# Enceinte de Valenciennes
L'enceinte de Valenciennes est un ancien ensemble de fortifications qui protégeait la ville de Valenciennes entre l'Antiquité et la fin du XIXe siècle. Elle a résisté à plusieurs sièges jusqu'en 1815 avant d'être finalement démantelée à la fin du XIXe siècle.

## Les fortifications modernes (1521-1677)

### Contexte politique
La création de l'enceinte moderne s'inscrit au cours des XVe et XVIe siècles dans une période d'affrontement entre le royaume de France et les ducs de Bourgogne qui se prolonge lorsque les territoires bourguignons passent à la maison de Habsbourg à la fin du XVe siècle à la suite du mariage de Marie de Bourgogne, fille de Charles le Téméraire, duc de Bourgogne avec Maximilien Ier de la maison de Habsbourg. À cette même époque, la guerre de Succession de Bourgogne à la fin du XVe siècle a entrainé la perte de la Picardie pour les Pays-Bas bourguignons avec un déplacement de la frontière vers le nord à la frontière avec l'Artois resté bourguignon.
Mais c'est surtout l'invention puis la démocratisation de l'artillerie au XVe siècle ayant rendu caduques les fortifications médiévales qui va pousser ces deux puissances au cours du XVIe siècle à réaliser de nombreuses fortifications le long de leur frontière commune.

### Les dernières fortifications de transition
En 1521, Charles Quint charge Philippe II de Croÿ, gouverneur du Hainaut, de remettre en état et de moderniser les fortifications des villes du Hainaut, ce qu'il va faire à Valenciennes ainsi qu'à Avesnes, Bouchain et au Quesnoy. Il fait supprimer les portes de Bavay et Bruay dont l'usage était restreint ou faisaient double emploie. En 1522, la porte montoise est reconstruite adossée à un boulevard doté d'une casemate. Des travaux de remparement des anciennes courtines médiévales sont menés et de nombreuses tours démolies. En 1525, Philippe II décide de reconstruire la porte d'Anzin qui est exposé car dominée par Saint-Vaast et en saillant de la muraille médiévale. Les travaux commencent l'année suivante, la porte est renforcée par la construction d'un boulevard entièrement maçonné et doté d'une casemate à canon simple. Celui-ci va prendre le nom de Tourrion d'Anzin puis le « Pâté » .

### La porte et le bastion Cardon
En parallèle, il est décidé de renforcer la porte Cardon composée d'une porte médiévale, d'un châtelet et d'un boulevard de la fin du XVe siècle et pour ce faire, décision est prise de condamner l'ancienne porte. Une nouvelle porte est créée du côté droit de l'ancienne en même temps que les travaux de remparement, sa construction débute en 1522, elle est achevée en 1529.
La nouvelle porte Cardon construite, les travaux du nouveau bastion doivent commencer mais une crue en 1532 vient endommager le boulevard du XVe siècle, l'ensemble est alors remplacé par un nouvel ouvrage dont les travaux ont commencé en 1534. À l'inverse des ouvrages construits précédemment à Valenciennes, il ne s'agit plus d'un boulevard renforçant la défense d'une porte mais d'un bastion à flancs brisés doté de flancs casematés selon une disposition typique des bastions construits dans les années 1530 et 1540 dans les Pays-Bas et le royaume de France voisin. La base de l'ancienne porte Cardon et de son châtelet tous deux arasés sont intégrés dans le nouveau bastion. Le bastion d'aspect dissymétrique comporte dans chaque flanc une casemate comportant trois voutes chacune, les casemates du flanc droit comportent quatre embrasures (1+1+2 dans chaque casemate) tandis que les casemates du flanc gauche ne semblent comporter que trois embrasures, le flanc droit est également doté d'un couloir dans le revers du flanc brisé avec deux meurtrières. L'ensemble est organisé autour d'une cour intérieure qui correspond à l'ancienne communication entre l'ancienne porte Cardon et son châtelet (cette ancienne porte sert également d'accès depuis la ville).
En 1589 avec les travaux de remparement entre le bastion de Mons et le bastion Cardon, la première casemate du flanc gauche du bastion Cardon va être obstruée par le nouveau rempart.

### Les bastions de Cambrai et de Mons
En 1543, le boulevard et la porte de Cambrai sont démolis et englobés dans un nouveau bastion dit de Cambrai, ce bastion possède à l'inverse du bastion Cardon des flancs droits possiblement avec des casemates. L'ensemble des travaux relatifs à la modernisation de ce front comprenant le bastion et les courtines adjacentes sont terminés en 1546.
En 1546, les magistrats de la ville décident de continuer les travaux de modernisation de l'enceinte par la création d'un nouveau bastion dit montois entre la tour Saint-Nicolas et la porte de Mons. Les travaux sont entamés le 27 avril 1546. Lors de leur tournée d'inspection des fortifications de Pays-Bas en 1553, les ingénieurs Plans de Giovanni Maria Olgiati et Sébastian van Noyen réalisent des plans d'état des lieux et des propositions d'amélioration des fortifications, sur le plan réalisé par ceux-ci, le bastion montois est toujours en construction détaché de l'enceinte médiévale de même que lors du siège de Valenciennes en 1567, le bastion est décrit comme « émergent à peine du niveau du sol naturel » bien que ses casemates semblent être terminées mais incapables de flanquer le fossé du fait de son comblement partiel,. Sa construction stoppée par les guerres et le siège de Valenciennes en 1567 se continue en 1578 et ne se terminera qu'en 1594, le bastion est néanmoins capable d'assurer son rôle défensif dès 1577. 
Le bastion comme celui Cardon est à flancs brisés, doté flancs casematés, chaque flanc comportant deux casemates à une embrasure chacune. Il présente un aspect plus symétrique que le bastion Cardon. Il est par ailleurs doté d'une galerie de contremines sur l'ensemble de son périmètre qui se continue sous les courtines adjacentes. Le bastion est également doté de deux poternes dans le revers du flanc brisé (pouvant être des rajouts ultérieurs) et étant reliés à la galerie de contremines. L'accès au casemates s'effectue par un escalier à vis dans le flanc droit depuis le terre-plein du bastion, un puits existe également à l'opposé dans le flanc droit (probablement pour descendre les canons).

### Milieu duXVIIesiècle
Dans les années 1630, à la suite des troubles grandissants entre la France et l'Espagne, il est décidé de renforcer les défense de Valenciennes par l'adjonction de demi-lune devant la courtine de Mons (en terre, n°34) et les travaux sont commencés sur le futur bastion de la Poterne. Ce bastion a flancs droits à l'inverse des précédents comporte néanmoins des casemates dans son flanc droit et des galeries de contre-mines. L'ensemble de ces ouvrages sont terminés en 1639.

### Autres ouvrages
- sous Marguerite d'Autriche[5], reconstruction du boulevard de la porte cambrésienne;
- id. démollition des restes du Château-le-Comte;
- 1542 construction de l'écluse des repenties;
- vers 1545, rehaussement du pâté d'Anzin (avec un revêtement en brique et terre derrière), construction d'une casemate à deux canon au nord-est de la porte d'Anzin (future courtine 10-11);
- 1er octobre 1570 à la suite du trouble religieux ayant mené au siège de Valenciennes en 1567, le comte de Philippe de Noircarmes sur ordre du duc d'Albe vient à Valenciennes pour choisir l'emplacement d'une citadelle qui sera surnommée la « Redoute », elle est construite à l'emplacement de l'ancien château comtal;
- 1577 démantèlement de la citadelle prise par les Valenciennois;
- 1583-1588 travaux de remparement du Bas-Escaut jusqu'au bastion de Mons, la porte de Mons est intégrée dans le rempart;
- 1589 réaménagement de l'intérieur du Pâté et reconstruction de sa porte;
- 1602 travaux de remparement le long du fossé de Liches et porte vouté sur le canal entre cette courtine et celle de la porte Notre-Dame, reconstruction du mur entre la porte Notre-Dame et l'écluse de la Brétèche.
- id. travaux remparement le long de l'ancien château comtal, la casemate de 1542 est obstruée par le rempart;
- 1613 travaux de remparement entre les portes d'Anzin et de Tournai;
- modification des remparts au niveau du redent d'Anzin;
- 1623 travaux de remparement du flanc gauche de la tour Périlleuse;
- 1608-1634 reconstruction du mur à droite de la porte de Cambrai, du pont de la porte, rehaussement des murs du bastion de Cambrai;
- 1645-1646 création de la redoute Saint-Ignace;
- 1654 la demi-lune de Mons est couverte de maçonnerie (déplacement de son pont plus au nord-ouest) et création de galeries de contremines, construction d'ouvrages  à cornes devant les bastion Poterne et de Cambrai; la demi-lune Notre-Dame est équipée de galeries de contre-mines; création de demi-lunes sur les deux flancs du bastion Cardon; création d'une demi-lune devant le bastion de Cambrai; création de trois demi-lunes devant le Pâté.
- 1656 demi-lune et lunette devant la porte de Tournai; lunette du Noir-Mouton; les porte de Cambrai; de Tournai et Notre-Dame sont murées.

## Déclassement et vestiges
L'ensemble de la place est démantelé à la fin du XIXe siècle, il n'en subsiste aujourd'hui avec une partie de la citadelle que l'écluse des Repenties, la tour de la Dodenne ainsi que les souterrains du bastion des Capucins et l'aqueduc de la Rhonelle aujourd'hui enfoui.

## Liste des ouvrages
| Nom              | Alias                               | Type                         | Remplace / est remplacé                                                     |
| ---------------- | ----------------------------------- | ---------------------------- | --------------------------------------------------------------------------- |
| Anzin (d')       |                                     | porte                        |                                                                             |
| Capucins (des)   | Mons (de)                           | bastion                      |                                                                             |
| Capucins (des)   | Mons (de)                           | contre-garde                 |                                                                             |
| Cardon           | Quesnoy (du)                        | bastion                      |                                                                             |
| Cardon           |                                     | porte, châtelet et boulevard | Englobés dans le bastion Cardon. Remplacée par une autre porte à proximité. |
| Cardon           | Quesnoy (du)                        | porte                        | Remplace l'ancienne porte englobée dans le bastion Cardon.                  |
| Famars (de)      | Cambrai (de)                        | porte                        |                                                                             |
| Lille (de)       | Tournai (de)                        | porte                        |                                                                             |
| Mons (de)        |                                     | demi-lune                    |                                                                             |
| Mons (de)        |                                     | ouvrage à cornes             |                                                                             |
| Mons (de)        |                                     | porte                        |                                                                             |
| Notre-Dame       | Paris (de)                          | porte                        |                                                                             |
| Pâté (le)        | Tourrion d'Anzin, boulevard d'Anzin | boulevard                    |                                                                             |
| Pâté (du)        | Anzin (d')                          | contre-garde                 |                                                                             |
| Périlleuse       |                                     | tour                         |                                                                             |
| Périlleuse       |                                     | demi-lune                    |                                                                             |
| Rivage (du)      |                                     | demi-lune                    |                                                                             |
| Rhonelle (de la) |                                     | porte d'eau ; tour           |                                                                             |
| Royal            |                                     | bastion                      |                                                                             |
| Tournai (de)     |                                     | demi-lune                    |                                                                             |